# أولاد مامن
قرية أولاد مامن هي إحدى القرى التابعة لمركز سوهاج بمحافظة سوهاج في جمهورية مصر العربية. حسب إحصاءات سنة 2006، بلغ إجمالي السكان في أولاد مامن 4141 نسمة، منهم 1869 رجل و2272 امرأة.